# Гіпрі-Мессак
Гіпрі-Мессак (фр. Guipry-Messac) — муніципалітет у Франції, у регіоні Бретань, департамент Іль і Вілен. Гіпрі-Мессак утворено 1 січня 2016 року шляхом злиття муніципалітетів Гіпрі i Мессак. Адміністративним центром муніципалітету є Мессак. Населення — 7202 особи (01.01.2021).